# Цвик, Генрих Август
Генрих Август Цвик (нем. Heinrich August Zwick, 1796 год, Германия — 1855 год, Германия) — немецкий путешественник, этнограф, археолог, коллекционер, занимавшийся миссионерской деятельностью среди калмыков в первой половине XIX века.

## Биография
Генрих Август Цвик родился в Германии. После получения богословского образования в 1818 г. отправился в качестве работника общинного торгового дома «А. Лоренц и К» в Россию, в немецкую колонию Сарепте возле Царицына. По поручению Дирекции Братской общины и Российского Библейского общества вёл миссионерскую и просветительскую работу среди калмыков в Астраханской губернии. С мая по август 1823 года вместе с миссионером Шиллем совершил поездку в калмыцкую степь, где знакомился с бытом, религией и языком калмыков. Эту поездку он описал в книге «Путешествие из Сарепты к калмыкам Астраханских степей», которая была издана в 1827 году на немецком языке в Лейпциге. Также им были изданы две книги по грамматике калмыцкого языка «Грамматика западно-монгольского (ойратского) языка» и «Словарь западно-монгольского (ойратского) языка» (издана в 1852 году).
В Сарепте Генрих Август Цвик прожил с 1818 по 1836 год. Будучи торговцем и миссионером, он неоднократно посещал калмыцкую степь, интересовался историей народов Северного Кавказа и посетил Кабарду, Осетию и Грузию.
Занимался коллекционированием золотоордынских монет. В 1830-х годах он купил золотое украшение от женского головного убора, найденное в окрестностях бывшей столицы Золотой Орды Сарае и вывез его в Германию, где оно получило название «Корона Джанибека». Эта покупка вдохновила его на археологические раскопки курганов, которые располагались в окрестностях Сарепты. В 1834 году он произвёл археологические раскопки двух курганов с каменными «бабами», в которых он обнаружил наконечники, саблю и погребальные человеческие останки бронзового века. Результаты его археологических раскопок были опубликованы в научном журнале «Дерптский ежегодник». В пятом номере этого журнала в 1836 году была напечатана его статья о древних захоронений волгодонских степей.
В 1836 году по решению Центральной Дирекции Братского объединения гернгутеров в г. Гернгуте /Саксония, был отозван в Германию и назначен форштеером Братской общины Эберсдорфа. Также он занимался изданием своих сочинений, подготовкой миссионеров в Ладакх/Индия.